# Motore V12
Il V12 è un motore di dodici cilindri disposti in due bancate da sei cilindri ognuna. Questa configurazione di motore possiede, come per il motore in linea a sei cilindri, un ottimo bilanciamento che garantisce l'assenza di vibrazioni, rendendo inutile l'adozione di controalberi di bilanciamento. Inoltre queste caratteristiche non dipendono dall'angolo che esiste tra i due blocchi di cilindri. Un motore V12 ad ogni accensione sviluppa una potenza doppia di un analogo motore sei cilindri in linea ma mantenendo la stessa dolcezza di funzionamento. Negli impieghi pesanti, come nei motori navali, nei locomotori o nei camion, il V12 permette di mantenere un regime di rotazione più basso a parità di potenza, garantendo una maggiore durata e affidabilità.

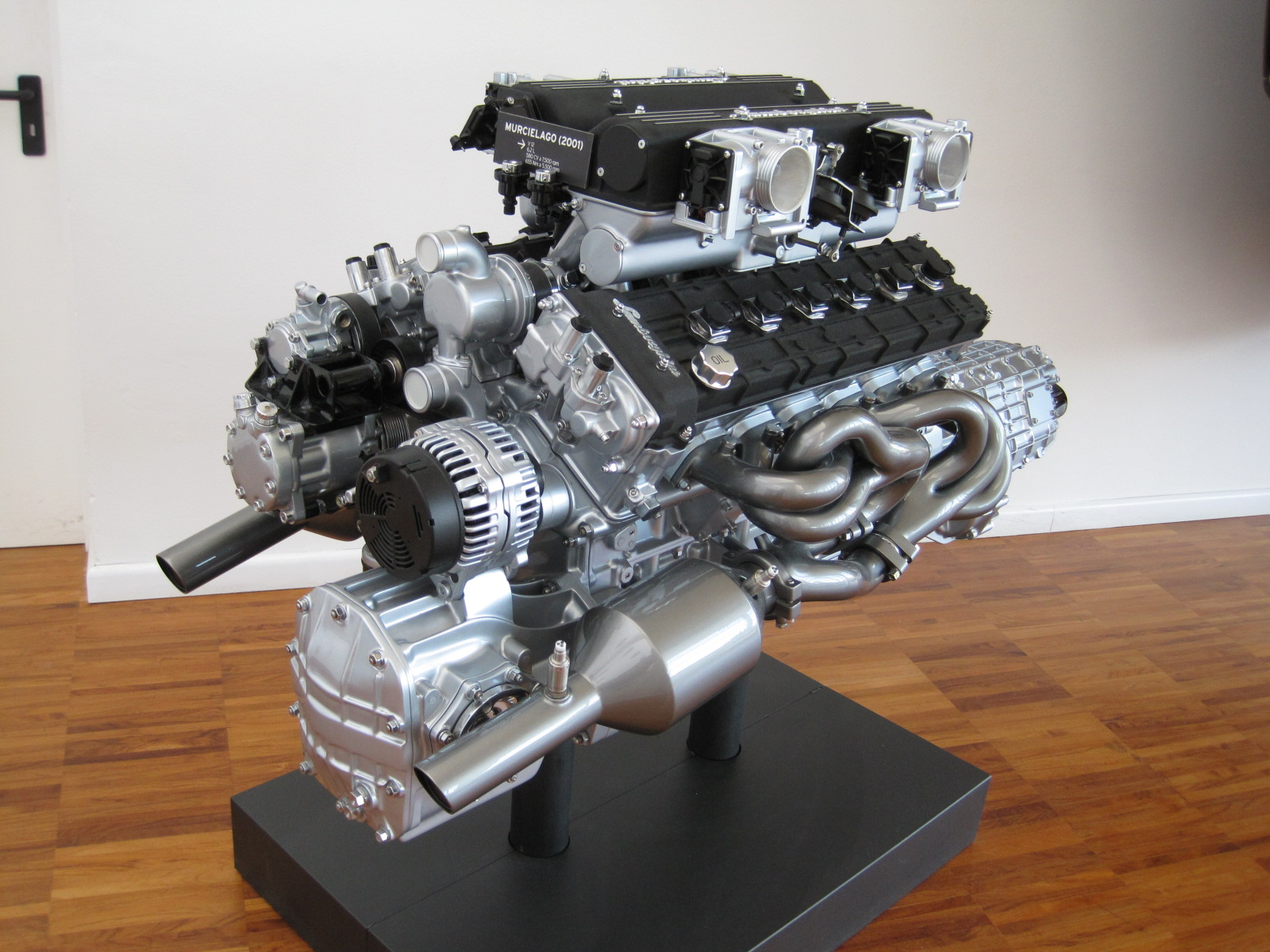
Il V12 della Lamborghini Murciélago

Il V12 è però un motore complesso da realizzare e molto costoso per cui il suo impiego è limitato, nel campo automobilistico, alle auto di lusso o alle Supercar.

## Impiego
Il motore V12 ha trovato impiego su ogni mezzo meccanico anche se è più conosciuto come motore di costose vetture sportive o di molti velivoli della seconda guerra mondiale.
Attualmente viene utilizzato su larga scala per applicazioni navali, che necessitano di un'elevata potenza e un basso numero di giri.

### Motori Diesel di elevata potenza
Il V12 rimane in questo campo la configurazione standard sia negli impieghi navali che ferroviari. La MTU produce delle unità V12 per uso marino la cui potenza varia da 1 a 4 MW (1.345 - 5.365 Hp) e vengono utilizzati su imbarcazioni dalle 100 tonnellate in su. La ditta Tatra utilizza dei motori V12 Diesel, raffreddati ad aria, da 12 L di cilindrata, erogante 280 CV, su diversi suoi veicoli quali il Tatra T813 e il Tatra T815.
Su alcuni veicoli i motori V12 vengono montati in coppia. La GMC produsse negli anni sessanta uno dei più grandi motori a benzina V12 mai realizzati: il Twin Six. Il suo nome derivava dal fatto che il motore era realizzato unendo due motori V6, anch'essi per impieghi pesanti. Questo motore era raffreddato a liquido, aveva una cilindrata di 12,2 L ed erogava 270 CV di potenza. Quest'ultimo valore, tenuto conto della cilindrata, non era certo impressionante. Il Twin Six fu l'ultimo motore a benzina ad essere montato sugli autocarri negli USA.

### Motori Automobilistici

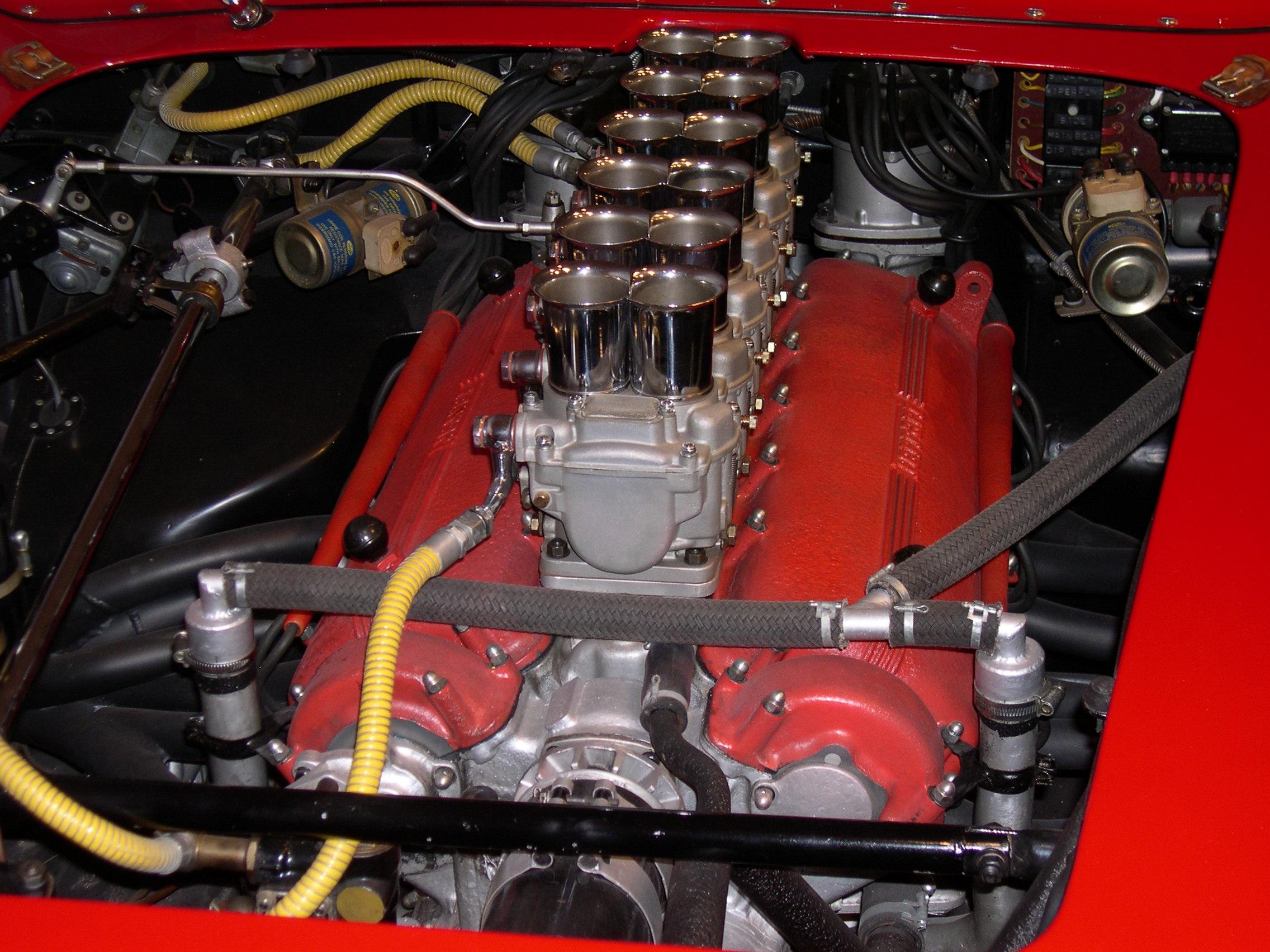
Il V12 della Ferrari 250 del 1961

In campo automobilistico il motore V12 non è mai stato molto comune. La causa va ricercata nella sua complessità e nel suo elevato costo. Il suo utilizzo è quindi limitato alle vetture di fascia alta o alle vetture sportive. In questi casi i vantaggi dati dal V12, sono dolcezza di funzionamento e potenza, che compensano ampiamente gli aspetti negativi.
Prima della seconda guerra mondiale il V12 si trovava sui modelli più lussuosi prodotti da marche quali la Cadillac, la Lincoln, la Rolls-Royce, la Packard e la Hispano-Suiza. Sembra che sia stata la Packard  Double Six la prima vettura a montare il motore V12 nel 1912.
Nel dopoguerra il motore V12, negli USA, perse consensi a favore del motore V8 che in pratica monopolizzò il mercato. In Europa, ed in particolare in Italia, il V12 rimase il motore top dell'automobilismo. La Lamborghini la Ferrari e la Bugatti lo montarono su tutte le loro più importanti vetture. In Gran Bretagna il V12 venne utilizzato dalla Jaguar che lo utilizzò dal 1971 al 1997.
Il motore Ferrari V12 montato sulla 456 è basato sul Dino V6 mentre il motore piatto della stessa Casa è in realtà un motore V12 a 180°.
Nei primi anni novanta sia la Mercedes-Benz che la BMW introdussero un proprio V12. Nel caso del motore della BMW questo motore venne montato anche sulle vetture prodotte dalla Rolls-Royce mentre il motore della Mercedes è utilizzato anche sulle vetture Maybach.
Nel 1992 Horatio Pagani ex lavoratore a Lamborghini crea una casa automobilistica tutta sua la Pagani e nel suo primo modello la Zonda la attrezza di un V12 Mercedes.
Nel 2001 la Aston Martin ha presentato un proprio modello dotato di motore V12.
La Cadillac, dopo 60 anni di assenza, ha reintrodotto il motore V12, della serie Northstar, su un prototipo. Il modello a montarlo era la Cien.
La TVR ha utilizzato un V12, denominato Speed Twelve su diverse vetture comprese la TVR Speed 12 e sulla Cerbera Speed 12.
Nel 2007 la Audi ha presentato una delle più potenti auto Diesel mai prodotte, si tratta della Audi Q7 che monta un V12 TDI da 6.0L, sviluppante una coppia di oltre 1000 N·m e una potenza che supera i 500 CV. Questo motore rispetta la normativa euro 5 entrata in vigore nel 2010.

#### Competizioni
I motori V12 erano molto comuni nella Formula 1 soprattutto grazie ai motori della vetture Ferrari come nelle gare di Endurance. In Formula 1, tra il 1965 e il 1995 la Ferrari, la Weslake, la BRM, la Matra, l'Alfa Romeo, la Lamborghini la Porsche e la Honda hanno realizzato motori V12. Nel periodo dei motori aspirati, l'unico concorrente dei V12 era il motore V8 della Ford-Cosworth che aveva dalla sua un più basso consumo di carburante e un miglior rapporto peso/potenza.
Dove invece il V12 si dimostrò superiore fu nelle gare di F1 dove la sua dolcezza di funzionamento, il poter girare ad un numero di giri maggiore dell'allora otto cilindri Ford Cosworth, consentiva una potenza massima maggiore di circa il 10% a parità di cilindrata.
Considerazioni legate all'aerodinamica della parte posteriore delle vetture di F1 (il cosiddetto retrotreno a Coca Cola), oltre a fattori come il peso, la lunghezza e i consumi elevati rispetto ad altri frazionamenti, portarono i progettisti a preferire propulsori di frazionamento inferiore come il V10, che fossero caratterizzati da un minore ingombro longitudinale. L'ultima vettura dotata di propulsore V12 fu la Ferrari 412 T2 del 1995. A partire dalla stagione 2001, la Federazione impose come unico frazionamento il V10, per poi passare ai V8 e infine i V6, impedendo qualsiasi possibile ritorno alle motorizzazioni V12.

### Aviazione
Il motore V12 trovò largo impiego in campo aeronautico. I primi V12 furono utilizzati nella prima guerra mondiale dove conobbe una certa popolarità sul finire del conflitto e venne utilizzato sia sui caccia che sui bombardieri. Motori V12 furono prodotti dalla Sunbeam e dalla Renault.
Motori V12, prodotti dalla Daimler-Motoren-Gesellschaft o dalla Maybach-Motorenbau GmbH, vennero montati anche sui dirigibili realizzati dalla Zeppelin. Negli Stati Uniti venne prodotto, da ditte diverse, il Liberty L-12. Tra gli altri fu impiegato sull'idrovolante quadrimotore Curtiss NC, uno dei primi velivoli a compiere la trasvolata dell'Atlantico che sul successivo NC4.
Nella seconda guerra mondiale il motore a pistoni V12 conobbe la sua età dell'oro quando venne impiegato su molti caccia e bombardieri sia Alleati che dell'Asse. Il motore Merlin prodotto dalla Rolls-Royce Ltd, in campo Alleato, e il DB 601 realizzato dalla Daimler-Benz AG, per l'Asse, trovarono larghissimo impiego sui principali velivoli da combattimento. Inoltre garantirono una grande longevità e, sviluppati in diverse versioni, furono prodotti fino alla fine del conflitto raggiungendo potenze dell'ordine dei 2.000 hp (1.491 kW). Negli Stati Uniti il solo V12 prodotto per impieghi aeronautici fu l'Allison V-1710 che però, pur dimostrandosi un buon motore, alla prova dei fatti fu surclassato dagli omologhi europei tanto che il più famoso caccia americano, il P-51 Mustang, sostituì l'Allison con il Merlin, prodotto su licenza dalla Packard.
L'introduzione del motore a getto, avvenuta già verso la fine del conflitto, segnò la fine per il motore aeronautico V12, e del motore a pistoni in generale, in campo militare.
Nell'aviazione civile il V12 si scontrò con i più semplici e diffusi motori radiali, che vennero utilizzati su tutti i grandi velivoli a pistoni fino all'avvento, in grandi numeri, del motore Jet anche in questo settore.